# Pozo del Molle
Pozo del Molle es una localidad situada en la pedanía Calchín, del departamento Río Segundo, Córdoba, Argentina.
Se encuentra situada a unos 171 km de la capital provincial, a 60 km de Villa María y a 24 km de Las Varillas, sobre la RN 158. La localidad se compone de 2900 viviendas aproximadamente.
Su principal actividad económica es la agricultura, la ganadería, la producción láctea y en menor medida la industria.
Las fiestas patronales se celebran anualmente el 8 de septiembre.
En esta localidad nacieron el reconocido cantante de cuarteto Fabián Show, fallecido en 2016, y la exfutbolista de Talleres Daniela Servetti.

## Historia
El 25 de abril de 1888 Bartolomé Firpo compró una fracción de terreno ubicado en "La Leona" pedanía Calchín en el departamento Río Segundo, cuyo terreno constaba de seis cuadras y media de este a oeste por 30 cuadras de sud a norte.
En esos terrenos, en 1902 la compañía francesa de Ferrocarriles de Santa Fe extendió su línea uniendo San Francisco con Villa María, debió instalar una estación en los campos de Firpo al que denominaría "Pozo del Molle". Firpo, ante la oferta de la compañía decidió donar las tierras para la empresa y al mismo tiempo resolvió hacer el trazado de un pueblo en el resto del terreno. Dicho acuerdo se firmó el 29 de marzo de 1903.
Llegando al 4 de abril de 1904, día en que pasó el primer tren. Podríamos considerar que hace 118 años se fundaba Pozo del Molle.
La localidad Pozo del Molle fue construida en el año 1904, a la vera del ferrocarril. Las tierras pertenecían a Don Bartolomé Firpo, quien las donó en forma definitiva a la Compañía Francesa de los Ferrocarriles de la provincia de Santa Fe. Estación Pozo del Molle fue el nombre que recibió la parada y el pueblo que se constituyó a su vera, en referencia al antiguo lugar de descanso. La localidad creció al amparo del desarrollo agrícolo-ganadero y luego específicamente del sector tambero. Hoy su crecimiento está basado en la agricultura, la producción láctea, la agroindustria láctea y la industria de implementos agrícolas. Ubicado en una importante cuenca lechera del país, el pueblo es sede todos los años de la Expo Molle. 

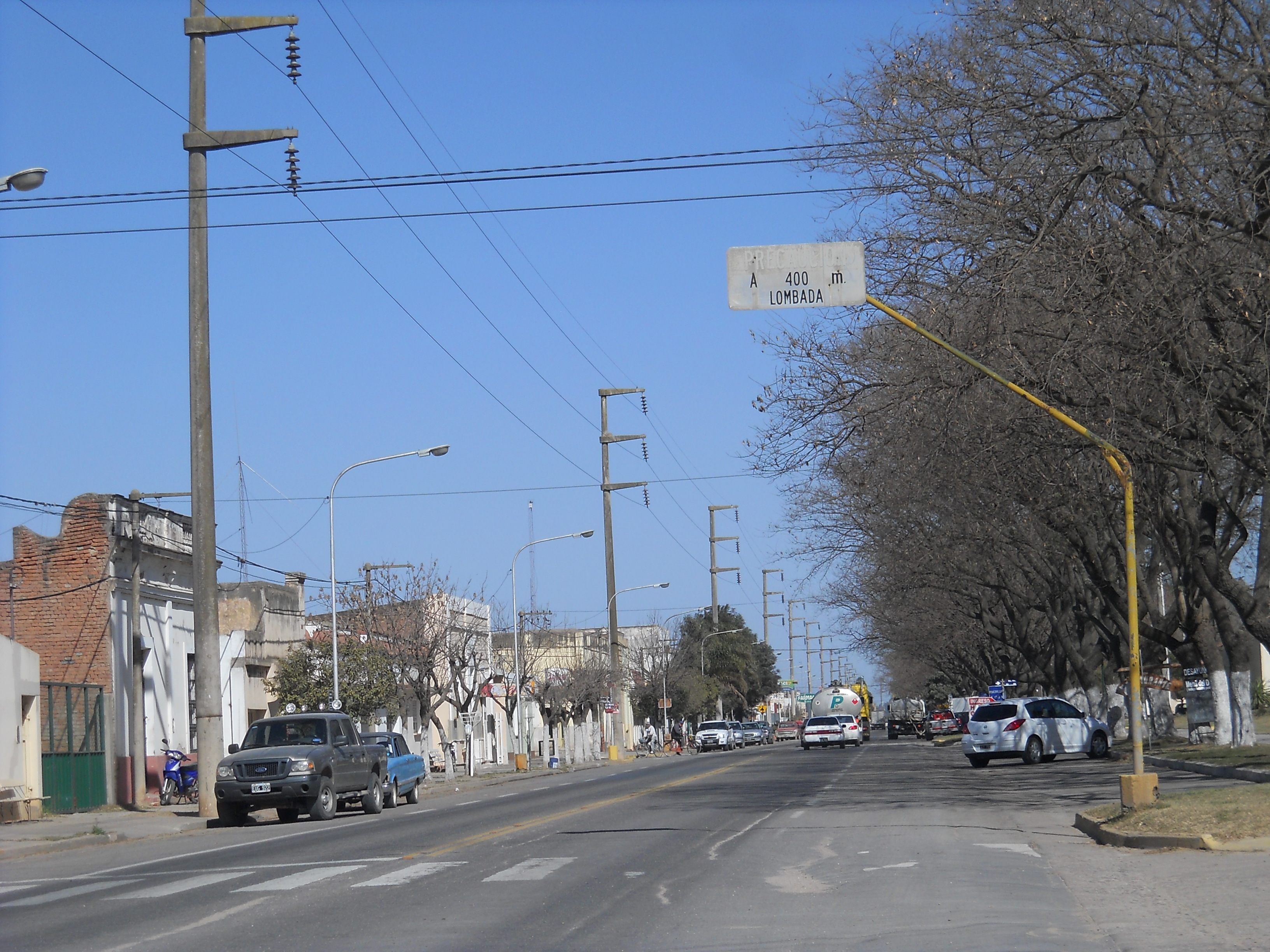
Ruta Nacional 158 a su paso por Po

## Inmigración
La localidad de Pozo del Molle, está compuesta étnicamente por argentinos descendientes de italianos, generalmente piamonteses, algunos lombardos, españoles de Castilla y León, argentinos criollos y de otros lugares europeos, llegados directamente desde Europa o de las Colonias de la "Pampa Gringa" de la provincia de Santa Fe, luego de la ley de Inmigración y Colonización, promulgada por el presidente Nicolás Avellaneda en 1876, que posteriormente de establecerse en esos territorios santafesinos, y por falta de tierra para cultivar, sus hijos buscaron su lugar en la provincia de Córdoba, llegando de esta manera a Pozo del Molle.
Luego de establecerse el Ferrocarril Francés, que fue tomado como medio de carga de las primeras grandes cosechas de cereales que tuvo el país, para exportar directamente desde el puerto de Rosario, la "Casa Baudino" (posteriormente Cooperativa Agropecuaria Pozo del Molle Ltda.) quien fuera la primera Acopiadora de Cereales y un gran comercio de Ramos Generales de la localidad, con la familia Baudino, agricultores italianos, conjuntamente con otras familias italianas tradicionales mollenses, Mana, Mattio, Truccone, Mano, Mecchia, Melano, Celada y otras más, consagradas a la agricultura, formaron una comunidad basada en una Agricultura por antonomasia, dedicadas en sus primeros tiempos a la cosecha de Trigo.

## Población
Cuenta con 5203 habitantes (Indec, 2022), lo que representa un descenso del 8,4% frente a los 5680 habitantes (Indec, 2010) del censo anterior.
| Gráfica de evolución demográfica de Pozo del Molle entre 1991 y 2022 |
|                                                                      |
| Fuente: Censos nacionales del INDEC                                  |

## Lugares de interés
Como lugar de interés, podemos destacar el museo y archivo histórico municipal Pablo Recla que funciona en la antigua estación de tren desde 1986, y posee más de 10 000 elementos donados por los habitantes, divididos en 9 habitaciones.

## Parroquias de la Iglesia católica en Pozo del Molle
| Diócesis  | Villa María                 |
| --------- | --------------------------- |
| Parroquia | Inmaculado Corazón de María |